# Корольов Сергій Павлович
Сергі́й Па́влович Корольо́в (родове прізвище Королів; (30 грудня 1906  (12 січня 1907) , Житомир, Волинська губернія, Російська імперія  — 14 січня 1966 , Москва, СРСР ) —   український радянський вчений у галузі ракетобудування та космонавтики школи академіка Михайла Кравчука, конструктор. Один із засновників практичної космонавтики. Перший головний конструктор ракетно-космічних систем у СРСР, де перед цим був в'язнем трудових таборів ГУЛАГ.
Академік АН СРСР (з 1958), очолив ракетну програму СРСР. Під його керівництвом було запущено першу міжконтинентальну балістичну ракету, перший штучний супутник Землі, здійснено перший політ людини (Юрія Гагаріна) в космосі вихід людини в космос.

## Життєпис
Народився в сім'ї вчителя російської мови та словесності Павла Яковича Корольова (1877-1929), родом з Могильова, та Марії Миколаївни Корольової (Москаленко) (1888—1980). Її батьки: Микола Якович Москаленко — купець другої гільдії. Марія Матвіївна (до шлюбу Фурса) Москаленко — дочка колишнього стройового козака Матвія Івановича Фурси, що був одружений з Євдокією Тимофіївною Петренко, яка походила із сім'ї грецьких колоністів, що за часів Богдана Хмельницького переселились до Ніжина, на Гетьманщину. Марія мала сестру Ганну і двох братів Юрія і Василя.
У 17 років Марію видають у шлюб, не питаючи згоди. А вона після закінчення гімназії хотіла вчитися на вищих жіночих курсах у столиці. На сімейній раді було вирішено одружити її, аби не відпускати одну до далекої столиці. Нареченим став випускник Інституту князя Безбородька (зараз Ніжинський державний університет імені Миколи Гоголя) молодий викладач російської словесності Павло Якович Корольов.
Молоде подружжя поїхало за призначенням Павла в Єкатеринодар, потім — у Житомир, де народився їхній первісток Сергій.

### Ранні роки
Народився в Житомирі (Україна, тоді — адміністративний центр Волинської губернії, Російської імперії) в сім'ї викладача російської словесності у Житомирській першій гімназії Павла Яковича Корольова, який походив із Білорусі, й доньки українського купця з Ніжина Марії Миколаївни. Хрещений у Свято-Софіївській церкві Житомирського сирітського будинку.
Шлюб батьків розпався, і з трьох років хлопчик жив у бабусі й діда, Марії Матвіївни й Миколи Яковича Москаленків, у Ніжині Чернігівської губернії.

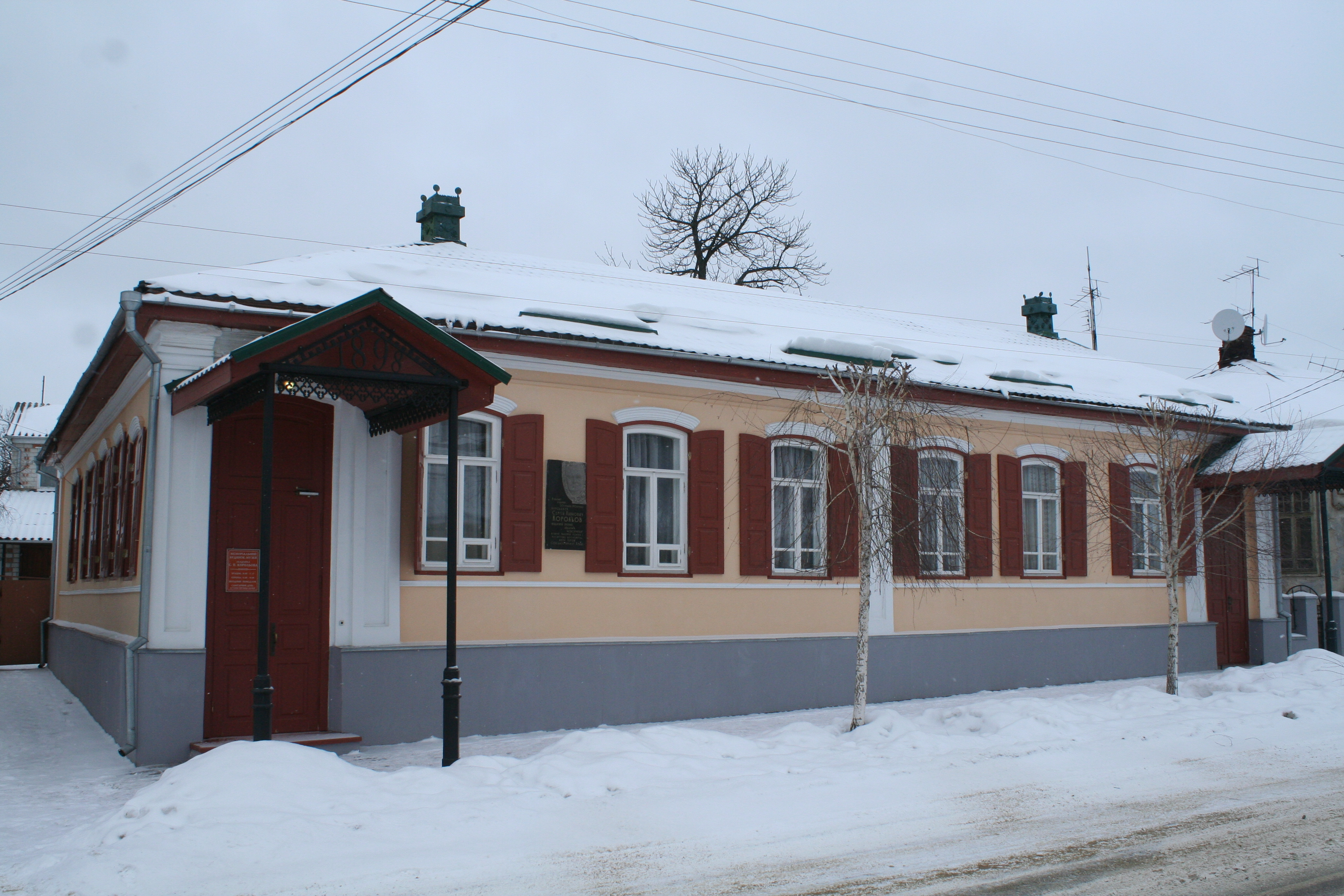
Житловий будинок в Житомирі, де народився С. П. Корольов, зараз музей

Мати вчилась на Київських вищих жіночих курсах і працювала там у канцелярії, у вільний час навідуючись до Сергійка. Згодом курси перевели до Саратова. Від батька хлопчину геть відгородили. Намагання Павла Яковича відстояти свої права через суд закінчилися «дозволом» надавати синові матеріальну допомогу. Рано навчившись читати й писати, він відкрив для себе арифметику. Давалась вона йому дуже легко. 
|  | Він мав виняткову пам'ять, — згадувала потім мати, — добре вчився: завзято, наполегливо, без примусу. Він легко запам'ятовував. Навколо в сусідів не було малюків, він не знав галасу й метушні дитячого гурту. Граючись сам, мимоволі мусив виявляти ініціативу, винахідливість, учився мислити самостійно. Силу волі загартовували невдачі. Плакати не годилось. |

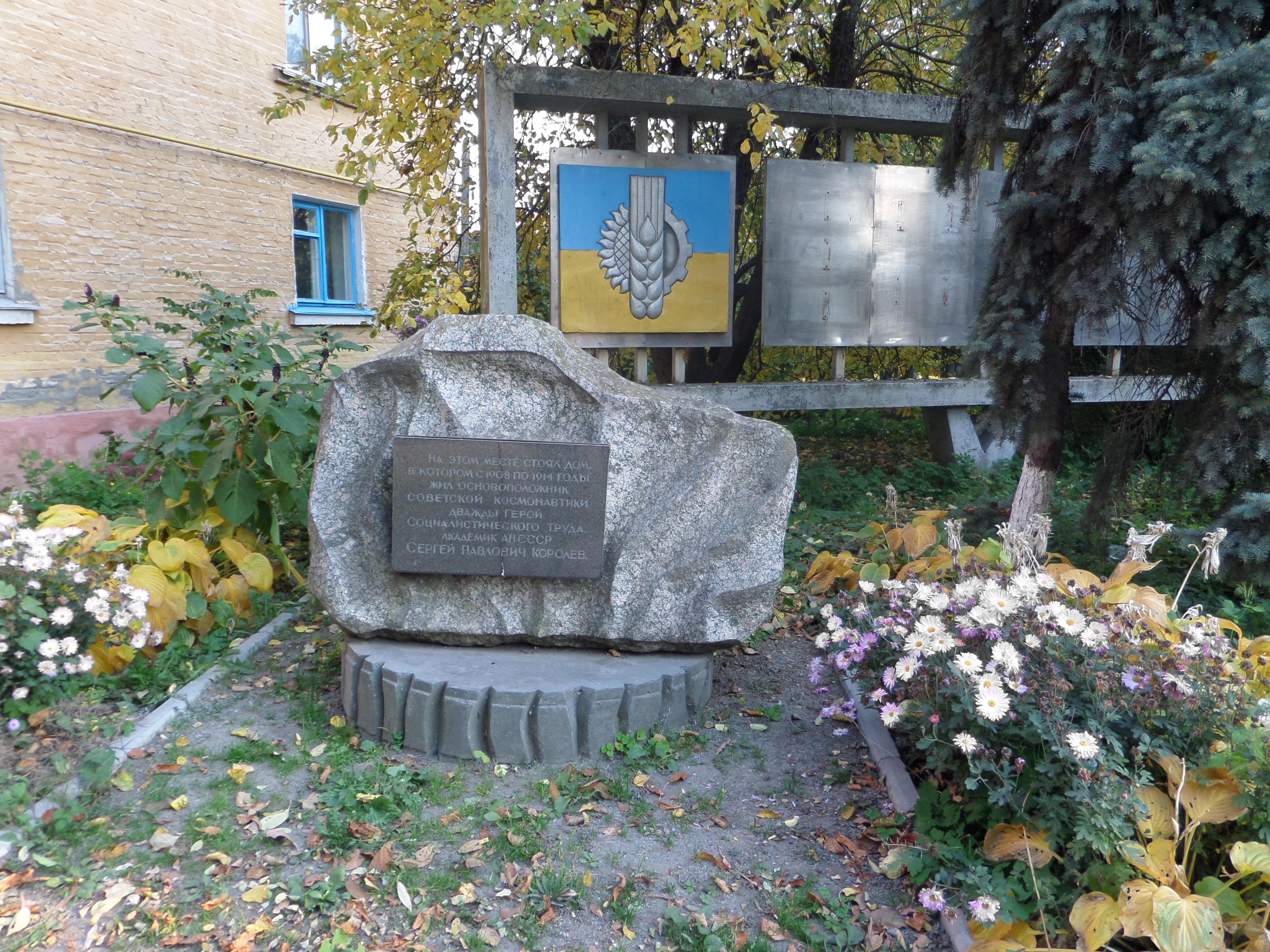
Ніжин, Пам'ятний знак на місці будинку, в якому провів дитячі роки Корольов, 1908—1914

1914 року Москаленки з онуком переїздять до Києва.
У жовтні 1916 року батьки Сергія офіційно розлучиися, а через місяць мати одружилася з Григорієм Баланіним, інженером-електриком, який невдовзі одержав призначення до Одеси. Там Сергій пішов до першого класу Третьої гімназії. Навчання для дітей учителів було безкоштовним, і Марія Миколаївна зажадала від колишнього чоловіка відповідної довідки, яку той негайно надіслав. Однак навчатись у гімназії Сергієві не довелося. Почалася Українська революція й гімназію закрили. Вітчим, що мав два дипломи інженера з електричних машин (одержані один у Німеччині, другий — у Київському політехнічному інституті), був пасинкові за наставника. Григорій Михайлович записав Сергія до модельного гуртка портового клубу, згодом хлопчина запалився мрією побудувати планер.

### Освіта
Кожен, хто закінчував середній навчальний заклад, повинен був мати робітничий фах. 1922 року, склавши екстерном усі іспити, Сергій вступив до передвипускного класу Першої одеської будпрофшколи. Одночасно Сергій стає членом щойно організованого Товариства авіації і повітроплавання України та Криму (ТАПУК), закінчуючи спочатку курси пропагандистів, а згодом — теорії й практики проєктування літальних апаратів. Знання з планеризму він черпав переважно з книг. Він вільно володів німецькою.
1923 року Сергій Корольов займався вітрильним спортом, ходив на яхті «Лейтенант Шмідт».
У липні 1924 року президія Одеського відділення ТАПУК затвердила проєкт планера, розробленого Корольовим. Розроблений сімнадцятирічним юнаком проєкт містив технічні розрахунки, дванадцять аркушів креслень і пояснювальну записку. У серпні проєкт безмоторного літака К-5 визнано вартим утілення й надіслано до Центральної спортивної секції в Харкові, тодішньої столиці України. Водночас Сергій закінчив будпрофшколу й одержав свідоцтво про середню освіту, де зазначено, що він «склав заліки з політграмоти, російської, української й німецької мов, математики, опору матеріалів, фізики, гігієни праці, історії культури, креслення, практичних робіт у майстернях» і, крім того, здобув спеціальність муляра та черепичника.

З осені 1924-го Сергій Корольов став студентом механічного факультету Київського політехнічного інституту, що привабив його насамперед славетним професорсько-викладацьким складом, наявністю планерного гуртка й тим, що в його стінах навчався Ігор Сікорський. В анкеті, що збереглася, у графі «національність» написав — українець. На факультеті планувалося розпочати підготовку авіаційних інженерів. Для тих, хто не засвідчив своє пролетарське походження, навчання було платним. Студенти працювали, де лише траплялася нагода, оскільки лекції починались о 16-й годині. 
|  | Прокидаюсь рано, — писав Сергій матері, — годині о п'ятій. Біжу до редакції, забираю газети, а потім мчу на Солом'янку, розношу. Так от і заробляю вісім карбованців. |

Наприкінці літа 1926 року ректор Бобров визнав, що його спроби відкрити при механічному факультеті авіаційне відділення виявились марними. І порадив охочим отримати цю спеціальність перевестися до Москви — у Вище технічне училище або Військово-повітряну академію. Сергій Корольов вибрав аеромеханічний факультет МВТУ ім. М.Баумана (згодом цей факультет виокремився в самостійний авіаінститут). Спеціальність — літакобудування.
Для дипломної роботи він затвердив двомісний літак власної конструкції. Науковим керівником погодився бути Андрій Туполєв. Після захисту проєкт літака Корольова «СК-4» перейшов у виробничу стадію. У першому польоті за штурвалом СК-4 був льотчик-випробувач Кошиць, а Корольов був пасажиром. Випробування пройшло успішно, хоча під час посадки було пошкоджено шасі.

### Кар'єра

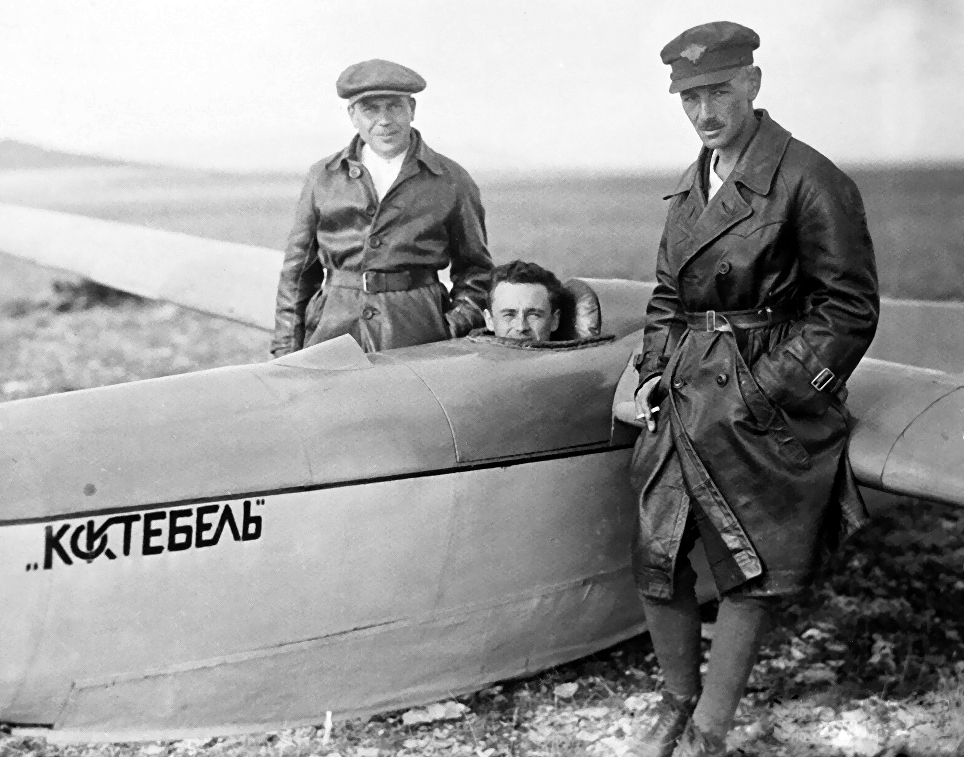
Корольов у кабіні планера «Коктебель»

Роки навчання у МВТУ Сергій Корольов поєднував із роботою на заводах авіаційної промисловості. Із техніка він виріс до інженера-конструктора.
Без відриву від виконання основних обов'язків, упродовж 1928—1930 років, він закінчує школи планеристів та пілотів-майстрів тривалого польоту, одержавши свідоцтво за № 12, а також диплом льотчика.
Восени 1929 року, на VI Всесоюзних планерних змаганнях у Криму було вперше продемонстровано планер конструкції Корольова та С. В. Іллюшина, названий ними на честь місця проведення польотів «Коктебель». Випробував планер Арцеулов. 15 жовтня підняв «Коктебель» у небо й сам Корольов.
У жовтні 1930 року, на VII Всесоюзному зльоті планеристів, який відбувся на схилах гори Клементьєва (Узун-Сирт) в Криму, Корольов готувався представити свій новий планер «СК-3 „Червона зірка“», який був так названий на честь газети «Червона зірка». Перед ним, вперше, як перед планеристом, що самостійно набирає висоту, ставилося завдання з виконання петлі Нестерова. Корольов готувався до рекордного польоту особисто, але захворів на тиф. Його замінив начальник льотної частини змагань, пілот В. А. Степанчонок, який під час польоту на планері «СК-3», на відстані ста метрів від землі, виконав петлю Нестерова, потім набравши висоту, повторив її ще двічі.

Випробування у «Нахабіно», 1933. Реактивний науково-дослідний інститут (РНДІ). Ліворуч — Корольов, праворуч — Побєдоносцев

Тиф спричинив ускладнення здоров'я Корольова, тому консиліум лікарів наполіг на трепанації черепа та в січні 1931 року його було визнано інвалідом. Його переслідував важкий головний біль, однак Сергій Павлович взявся студіювати працю «Реактивний аероплан» Ціолковського, ідеями якого перейнявся ще у студентські роки. Він робить креслення, розрахунки, й поступово одужує. Ставши на ноги, Корольов повертається в авіапромисловість, а вільний час проводить серед ентузіастів гуртка Тсоавіахіму (Товариство сприяння обороні, авіаційному та ХІМІЧНОМУ будівництву).
5 жовтня 1931 року на аеродромі Тсоавіахіму відбулася зустріч Корольова з Фрідріхом Цандером. Фрідріх Артурович, один з перших винахідників реактивних двигунів, запалився пропозицією Сергія Павловича переобладнати безхвостий планер «БІЧ-8» на ракетоплан.

Планери Черановського мали незвичні форми та експлуатаційні характеристики, пілоти називали «безхвостиками». 
|  | Ми, молоді конструктори (ніде правди діти), як до дивацтва ставилися до роботи Сергія Павловича з ракетними двигунами, — зізнався згодом авіаконструктор, академік О. К. Антонов. — Нам, планеристам, які мріяли про дуже маленькі, дуже економічні двигуни для наших планерів, здавалось жахливим ставити на планер ненажерливий реактивний двигун, здатний працювати лічені секунди. Хіба могли ми тоді передбачити, у що виллються ці роботи через десятиліття?! |

Тим часом Корольов практично переконався, що гвинтова авіація вичерпала себе. 1931 року в Москві й Ленінграді при Тсоавіахімі було створено Групи вивчення ракетного руху (ГВРР). До них увійшли піонери ракетобудування й космонавтики — Цандер, Тихонравов, Побєдоносцев та інші. Вони працювали на громадських засадах. Захоплений перспективами літальних апаратів нового типу, Корольов підключається до роботи «безплатників». У липні 1932 року (у віці 25 років) його призначають начальником ГВРР на громадських засадах.
Основним місцем роботи лишився ЦАГІ, Центральний аерогідродинамічний інститут ім. М. Є. Жуковського. Його групі надали приміщення — підвал на Садово-Спаській вулиці, 19 . На площі 650 квадратних метрів було розташовано 26 підрозділів — проєктні, виробничі, дослідні, випробувальні, зокрема механічний, слюсарно-складальний, зварювальний цехи, стендовий і монтажний зали тощо. Корольов «пробив» фінансування, а від серпня 1932 року — додаткову підтримку Управління РСЧА для позапланових матеріальних витрат. Було створено й випробувано перші радянські ракети на гібридному (в серпні) й рідинному (в жовтні 1933 року) пальному.
Для розширення досліджень зусиль однієї лабораторії було замало. 2 вересня 1933, у Москві, на базі МосГВРР і газодинамічної лабораторії (ГДЛ) було сформовано Реактивний науково-дослідний інститут (РНДІ), в якому Корольова було призначено заступником начальника. Згодом Сергій Павлович очолив провідний відділ крилатих ракет, а в 1937 став начальником групи ракетних апаратів.

### Період ув'язнення
27 червня 1938 року Корольова було заарештовано. 27 вересня — закрите судове засідання. І вирок: десять років виправно-трудових таборів із позбавленням прав на п'ять років та конфіскацією майна. Місце покарання — Колима. Підставою для арешту були свідчення заарештованих раніше І. Т. Клейменова, Г. Е. Лангемака і В. П. Глушка — усі троє називали Корольова співучасником контрреволюційної троцькістської організації всередині РНДІ. Слідство у справі вели лейтенанти оперуповноважені НКВС Микола Федорович Биков і Михайло Миколайович Шестаков.
За полегшення його долі боролася сім'я, клопотали відомі в державі льотчики Валентина Гризодубова, Михайло Громов, авіаконструктор Андрій Туполєв. Останній перебував за тюремними ґратами у стінах ЦКБ-29, створеного Народним комісаріатом внутрішніх справ. Разом із Туполєвим у Москві на вулиці Радіо, у переобладнаному під в'язницю будинку ЦАГІ, працювали конструктори та інженери Петляков, М'ясіщєв, Бартіні.
Корольов звертається до верховної прокуратури, особисто до Йосипа Сталіна з проханням переглянути його справу. 2 березня 1940 Сергія Павловича етапують до Москви й запроторюють до Бутирської в'язниці. 10 липня 1940 року особлива нарада при НКВС під головуванням Берії визначає йому термін вісім років виправно-трудових таборів.
13 липня Корольов удруге звертається до Йосипа Сталіна. Він пише: «Метою і мрією мого життя було створення вперше в СРСР такої потужної зброї, як реактивні літаки. Я можу довести мою невинність і хочу працювати далі над ракетними літаками для оборони СРСР».
Його рішучість і наполегливість перемогли. У вересні 1940 року так звані запобіжні заходи покарання замінили відбуванням терміну в ЦКБ-29, яким керував «зек» Туполєв. Корольов був на межі повного фізичного виснаження.
У роки війни в тому самому ранзі в'язнів вони разом із Туполєвим працюють над створенням літака «Ту-2». Довідавшись, що в Казані є схожа «шарашка» (так називали секретні науково-дослідні або проєктні інститути, де під контролем органів держбезпеки працювали вчені та інженери, зазвичай «вороги народу»), де розробляють реактивні двигуни, Корольов клопочеться про переведення. В цьому йому допомагає Валентин Глушко, один із фундаторів рідинного ракетного двигунобудування, який відбував термін в Особливому технічному бюро (ОКБ) відомства Берії. Сергія Павловича під конвоєм привозять до Казані. Почалась робота над реактивним двигуном для пікіруючого бомбардувальника Петлякова — «Пе-2». Працює він, як завжди, енергійно, самовіддано, талановито.
27 липня 1944 року Президія Верховної Ради СРСР ухвалює рішення про дострокове звільнення Корольова з-під арешту і знімає з нього судимість. 15 серпня він одержує паспорт. Але Друга світова війна триває, і вчорашнім «зекам» не можна просто роз'їхатись додому. Сергій Павлович продовжує працювати в КБ, одночасно атакуючи Наркомат авіаційної промисловості листами про необхідність розроблення й будівництва твердопаливних балістичних і крилатих ракет далекого радіусу дії.
У вересні 1945 року Корольова відряджають до Німеччини у складі комісії з вивчення німецької трофейної техніки, насамперед ракетної. Комісія встановлює, що ракетні полігони розбомблено, усю документацію (десятки вагонів), обладнання, конструкторів та інженерів на чолі з Вернером фон Брауном вивезено до США. Це дало серйозний поштовх для розвитку американської ракетної техніки. Саме під керівництвом В. фон Брауна у Сполучених Штатах було створено ракети «Редстоун», «Юпітер-С», ракети-носії типу «Сатурн» та ін.

### Головний конструктор

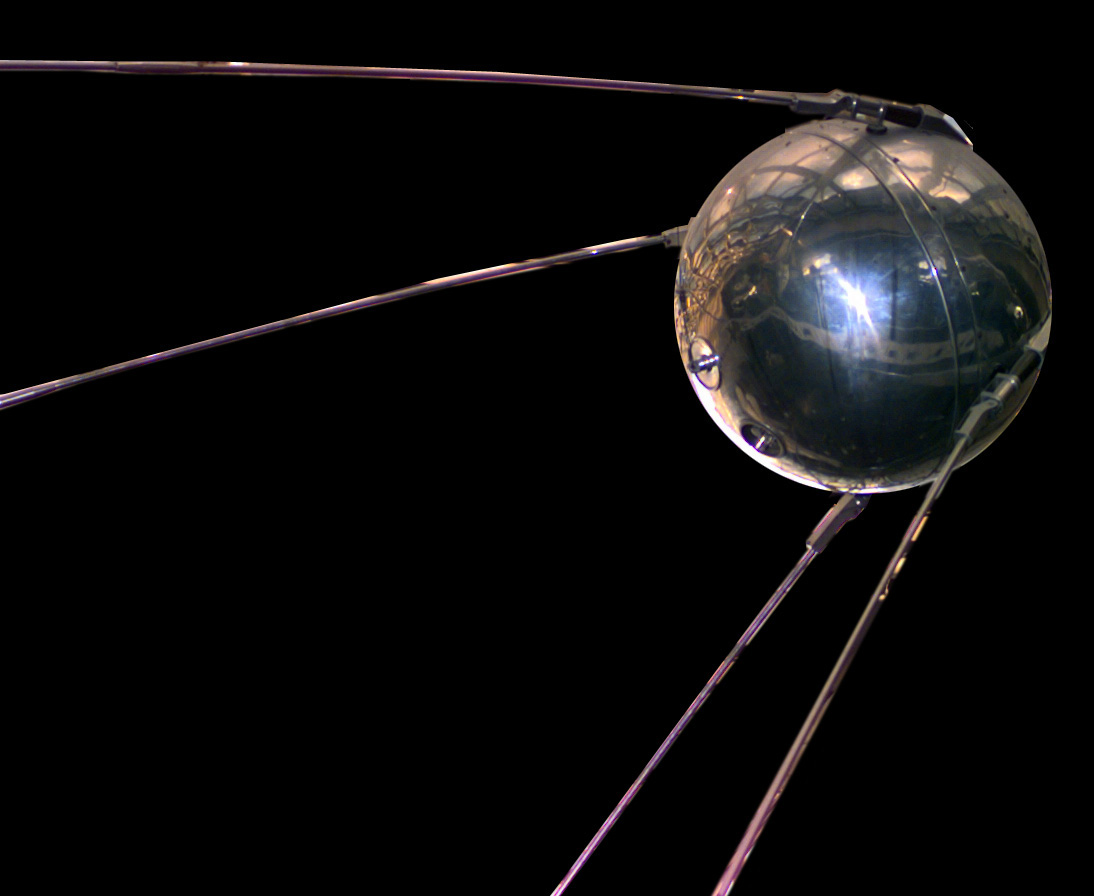
Перший штучний супутник Землі

У 1946 році Корольова призначають головним конструктором балістичних ракет і начальником відділу НДІ-88. Під його керівництвом послідовно створюються перші у Радянському Союзі балістичні ракети: Р-1 — копія німецької А-4/Фау-2, створена на її основі значно вдосконалена Р-2, оперативно-тактична Р-11 та її перша в СРСР модифікація для підводних човнів Р-11ФМ, ракета середньої дальності Р-5, модифікація якої Р-5М стала першою в світі ракетою-носієм ядерного боєзаряду. Майже усі перелічені ракети мали також свої геофізичні модифікації і активно використовувались для наукових досліджень верхніх шарів атмосфери.
Від серпня 1956 року — керівник і головний конструктор найбільшого в державі ракетного центру — ОКБ-1, йому підпорядковується діяльність багатьох НДІ та КБ. Його наукові й технічні ідеї вимагали розмаху, потужної матеріально-технічної бази.
Корольов був ініціатором створення і фактичним лідером ради головних конструкторів, що об'єднувала чільних спеціалістів тогочасної ракетної галузі — головних конструкторів підприємств, що брали участь у тогочасній ракетній програмі. Рада головних конструкторів, попри її неофіційний характер, тривалий час мала визначальний вплив на усе радянське ракетобудування.
Найважливішим конструкторським досягненням Корольова була перша у світі міжконтинентальна балістична ракета Р-7, перший вдалий запуск якої відбувся 27 серпня 1957 року. Р-7 стала основою для створення цілої родини ракет-носіїв, що забезпечили низку фундаментальних досягнень у галузі безпілотної та пілотованої космонавтики.
4 жовтня 1957 запущено першого в історії штучного супутника Землі.
12 квітня 1961 здійснено перший космічний політ на кораблі «Восток» Юрія Гагаріна.
12 жовтня 1964 виведено на орбіту перший багатомісний корабель серії «Восход» з екіпажем на борту.

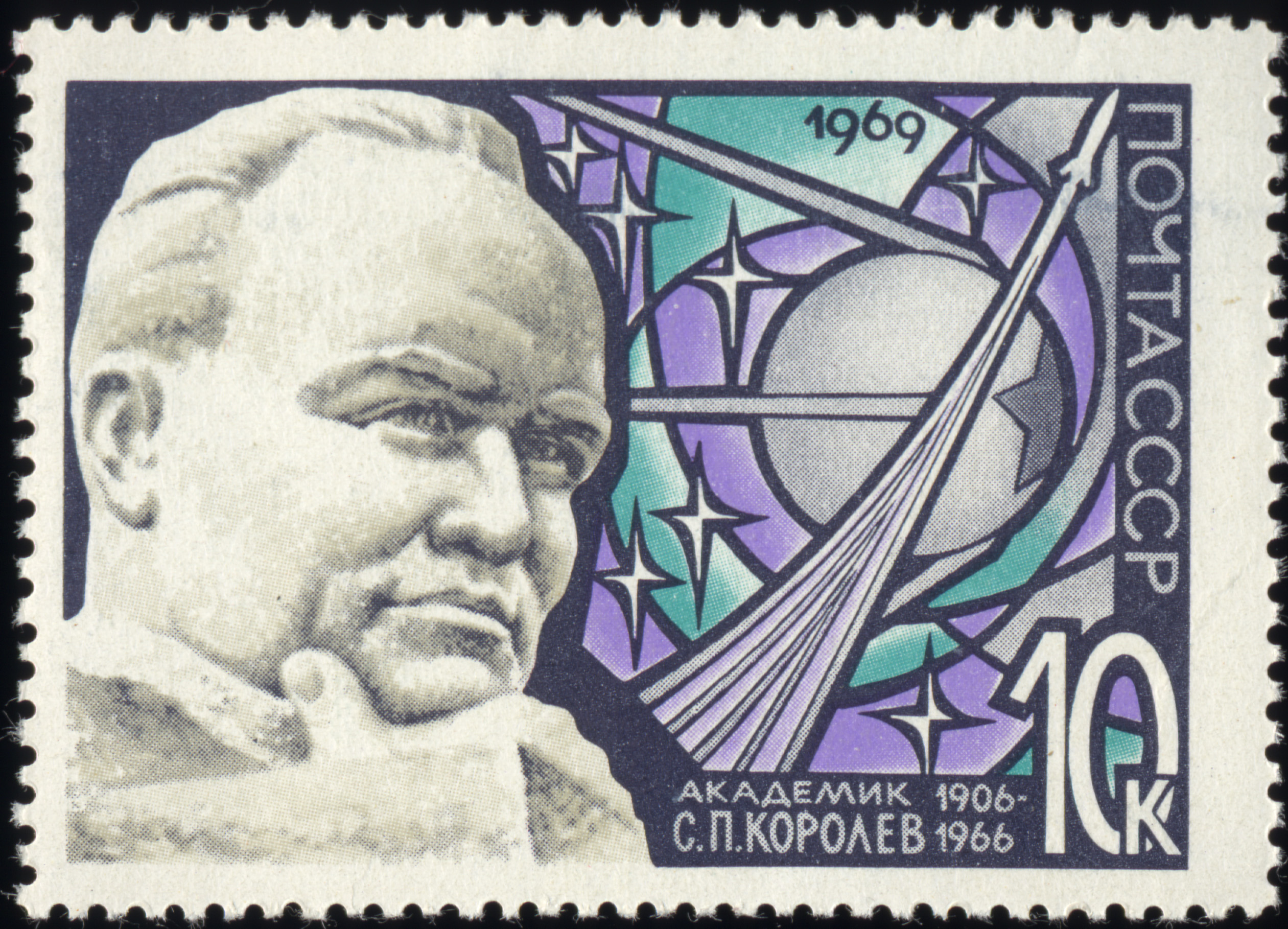
Поштова марка, 1966.

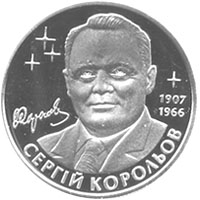
Пам'ятна монета на честь Корольова номіналом 2 гривні, викарбувана та введена в обіг НБУ 2007.

18 березня 1965 року космонавт Олексій Леонов уперше в історії виходить із корабля «Восход-2» у відкритий космічний простір.
Під керівництвом головного конструктора Корольова створено перші космічні апарати серій «Луна», «Венера», «Марс», «Зонд», деякі супутники серії Космос, а також проєкт космічного корабля «Союз». Він не обмежував своєї діяльності ракетоносіями й космічними апаратами. Після старту другого супутника Сергій Павлович сказав: «Надійний міст із Землі в Космос уже перекинуто запуском штучних супутників, і дорога до зірок відкрита». Для практичного підтвердження цієї тези та перетворення її на робочу формулу вчений продовжував розробляти принципово нові конструкції космічних кораблів.
Академік Володимир Котельников так схарактеризував роль головного конструктора: «Якщо Костянтин Ціолковський був фундатором теорії космічного польоту, то Сергій Корольов заклав підґрунтя практичної космонавтики».

## Смерть
За офіційною версією, Корольов помер 14 січня 1966 від гострої серцевої недостатності під час операції на кишці. Офіційний медичний висновок було опубліковано 16 січня у газеті Правда. 1966. № 16 (17333).
|  | Тов. С. П. Корольов був хворий на саркому прямої кишки. Крім того, у нього були: атеросклеротичний кардіосклероз, склероз мозкових артерій, емфізема легень та порушення обміну речовин. С. П. Корольову була проведена операція з видалення пухлини з екстирпацією прямої та частини сигмоподібної кишки. Смерть тов. С. П. Корольова настала від гострої серцевої недостатності (гостра ішемія міокарду). Міністр охорони здоров'я СРСР, дійсний член АМН СРСР, професор Б. В. Петровський; дійсний член АМН СРСР, професор А. А. Вишневський; завідувач хірургічного відділення лікарні, доцент, кандидат медичних наук Д. Ф. Благовидов; член-кореспондент АМН СРСР, профеор А. І. Струков; начальник Четвертого головного управління при Мінохорони здоров'я СРСР, заслужений діяч науки, професор А. М. Марков. |

В певний момент у Корольова вчергове відкрилася внутрішня кровотеча. Його госпіталізували до Кремлівської лікарні. Обстеження показало, що кишка Корольова уражена поліпами. Лікарі вирішили негайно оперувати, проводив операцію Міністр охорони здоров'я СРСР Борис Петровський, асистував завідувач хірургічного відділення лікарні, доцент, кандидат медичних наук Благовидов. Оперативне видалення поліпів кровотечу не припинило. Лікарі вирішили відкрити черевну порожнину, де під час візуального огляду, виявили пухлину прямої кишки — саркому розміром із кулак. Під час масштабного оперативного втручання швидко наростала серцева недостатність, що завершилося смертю Корольова.
Офіційна версія замовчує певні деталі, що, власне, і стали причинами смерті. Під час одного із допитів слідчий НКВС вдарив Корольова графином у обличчя, що призвело до масштабного перелому щелепи. У таборах кістки зрослися неправильно, через що щелепи Корольова більше не могли повністю відкриватися. Через це під час операції Корольова не змогли екстрено інтубувати — тобто ввести у його трахею трубку для штучного дихання і підтримання рівня кисню в крові. Найімовірніше, саме це і призвело до наростання серцевої недостатності і подальшої смерті.

Прах видатного конструктора поховано у Москві, у Кремлівській стіні.

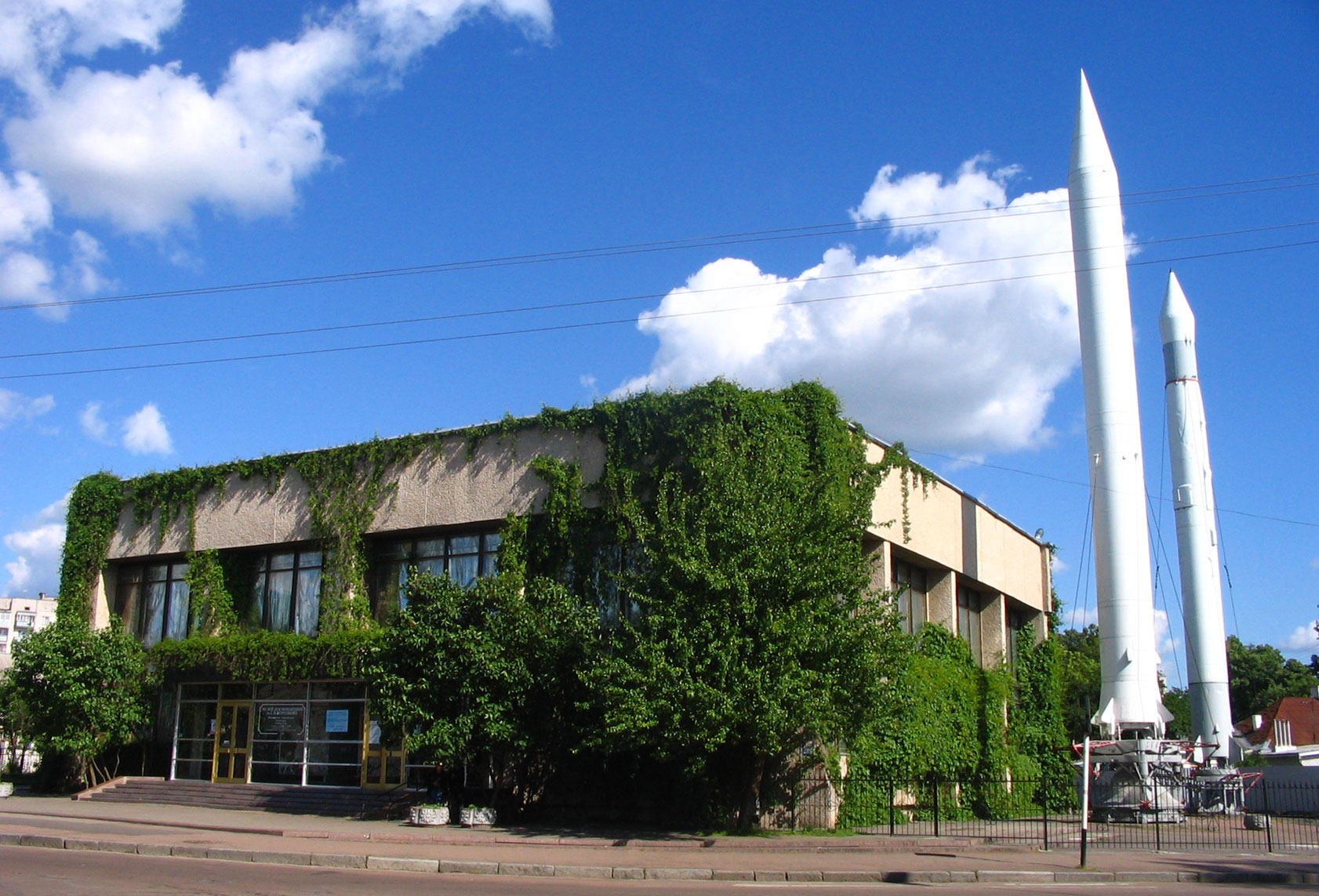
Музей космонавтики ім. Корольова

## Вшанування пам'яті
У 1967 році Академією наук СРСР засновано Золоту медаль ім. Корольова.
1970 в Житомирі було відкрито Меморіальний будинок-музей академіка Сергія Павловича Корольова, з 1987 року — Музей космонавтики імені Сергія Павловича Корольова.

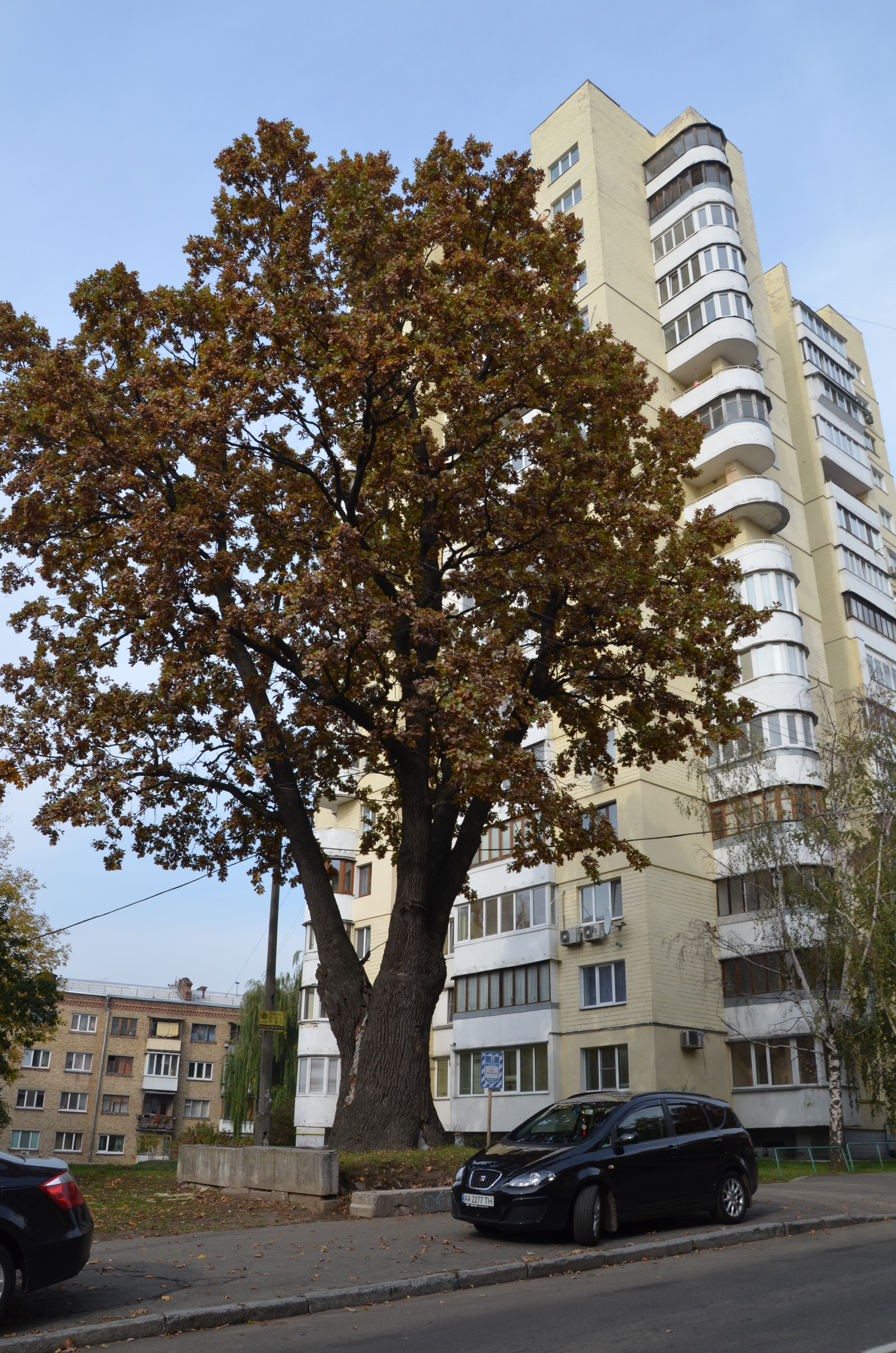
Дуб Корольова, вул. Академіка Янгеля, 14, м. Київ

Ім'я Корольова присвоєно одному з районів Житомира — Корольовський район.
1970 року на Чорноморському суднобудівному заводі в Миколаєві побудовано науково-дослідне судно «Академік Сергій Корольов».
У Житомирі на майдані Рад у 1971 році встановлено пам'ятник С. П. Корольову.
Ім'я Корольова присвоєно Житомирському військовому інституту.
У місті Київ діє школа І-ІІІ ступенів №36 імені С.П. Корольова.
12 січня 2007 року введено в обіг ювілейну монету, присвячену видатному вченому і конструктору, випущену Національним банком України.
На честь Корольова названо багато вулиць, провулків, проспектів, площ та інших топонімів в Україні.
12 січня 2017 року в Україні на державному рівні відзначено ювілей — 110 років від дня народження Сергія Корольова (1907—1966), вченого, конструктора космічних кораблів. На його честь названо астероїд 1855 Корольов та кратер на Марсі.
За словами Ілона Маска, Корольов — «один із найкращих».

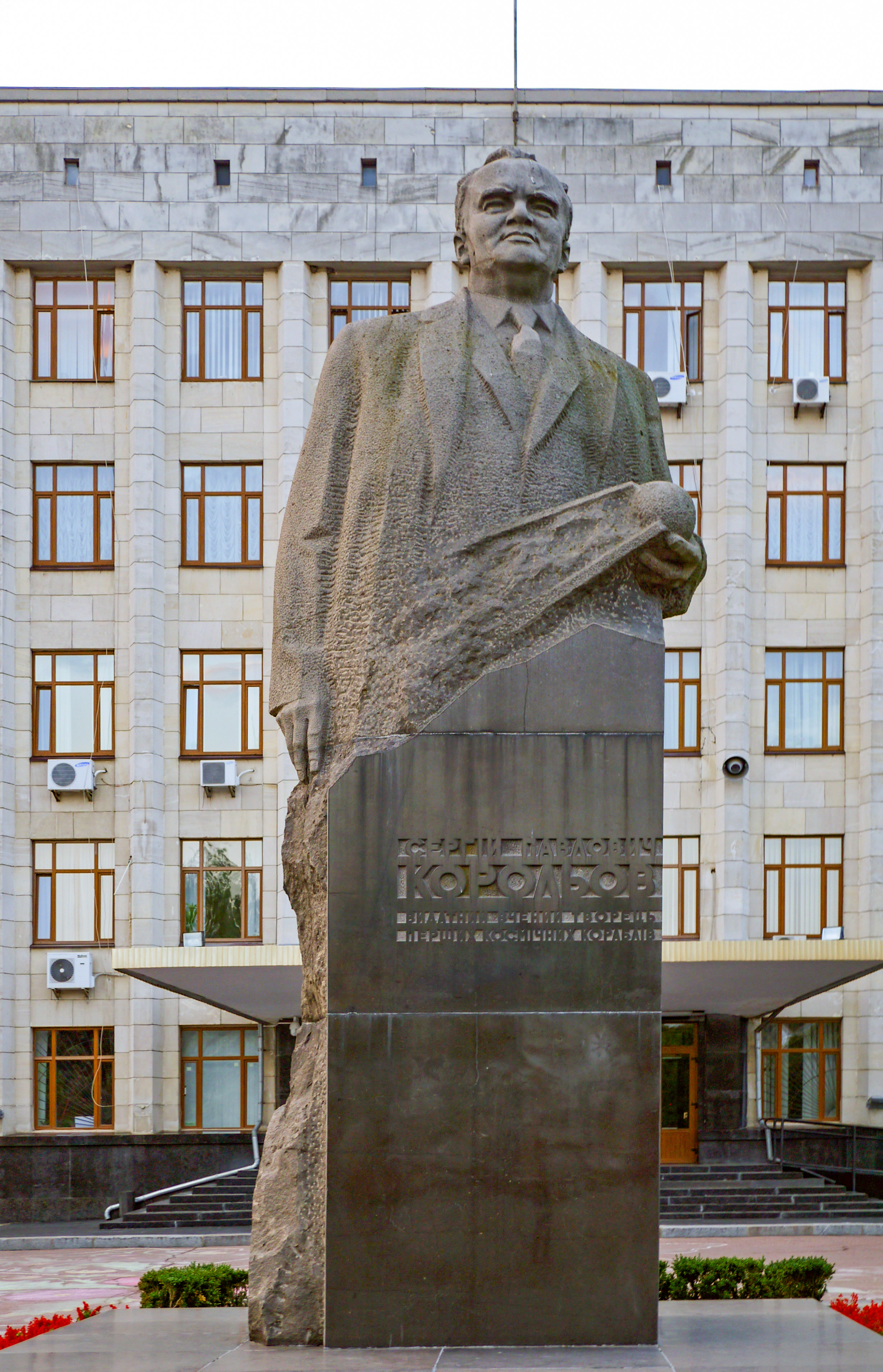
Пам'ятник Сергію Корольову в місті Житомирі
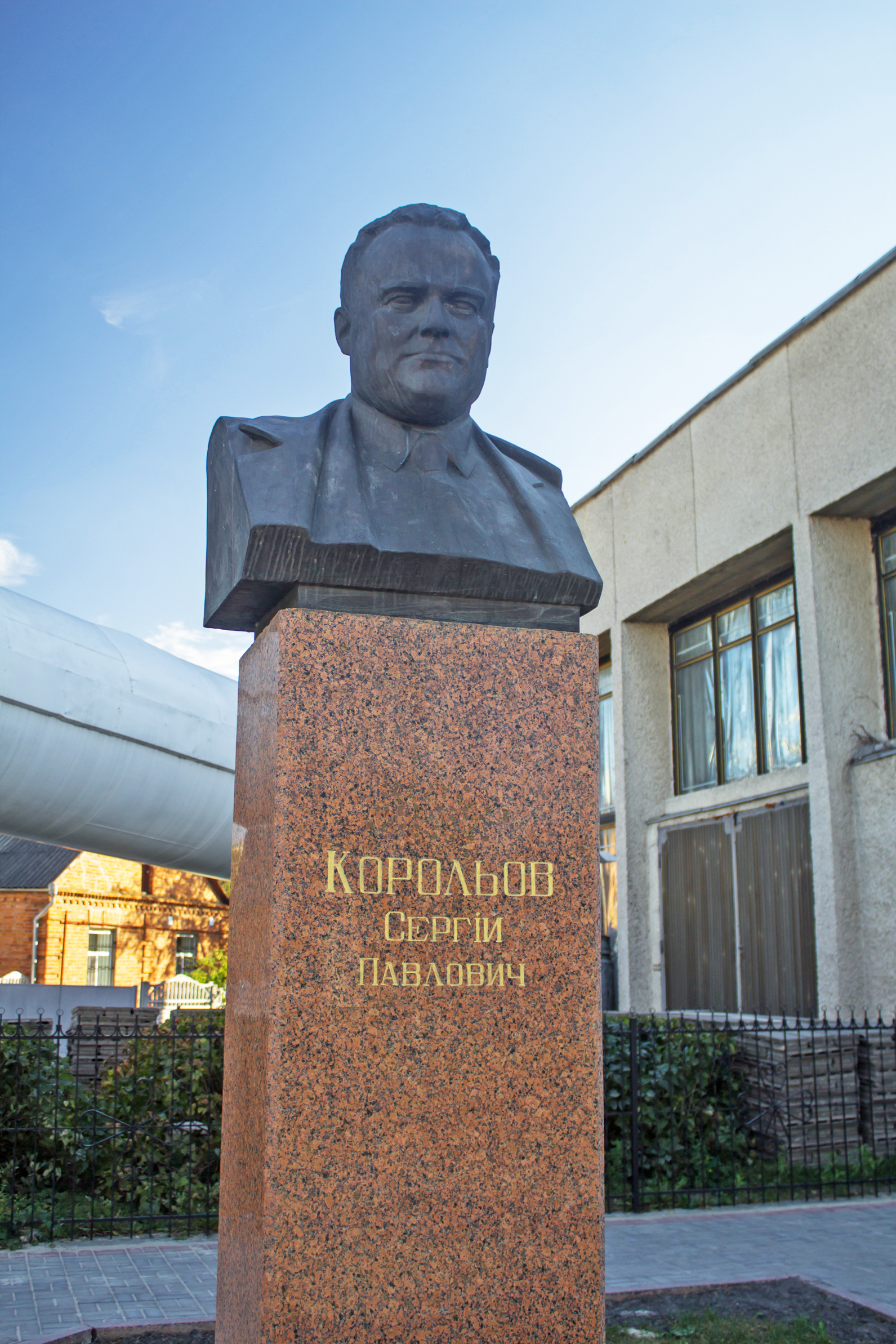
Погруддя Сергію Корольову на території Музею космонавтики
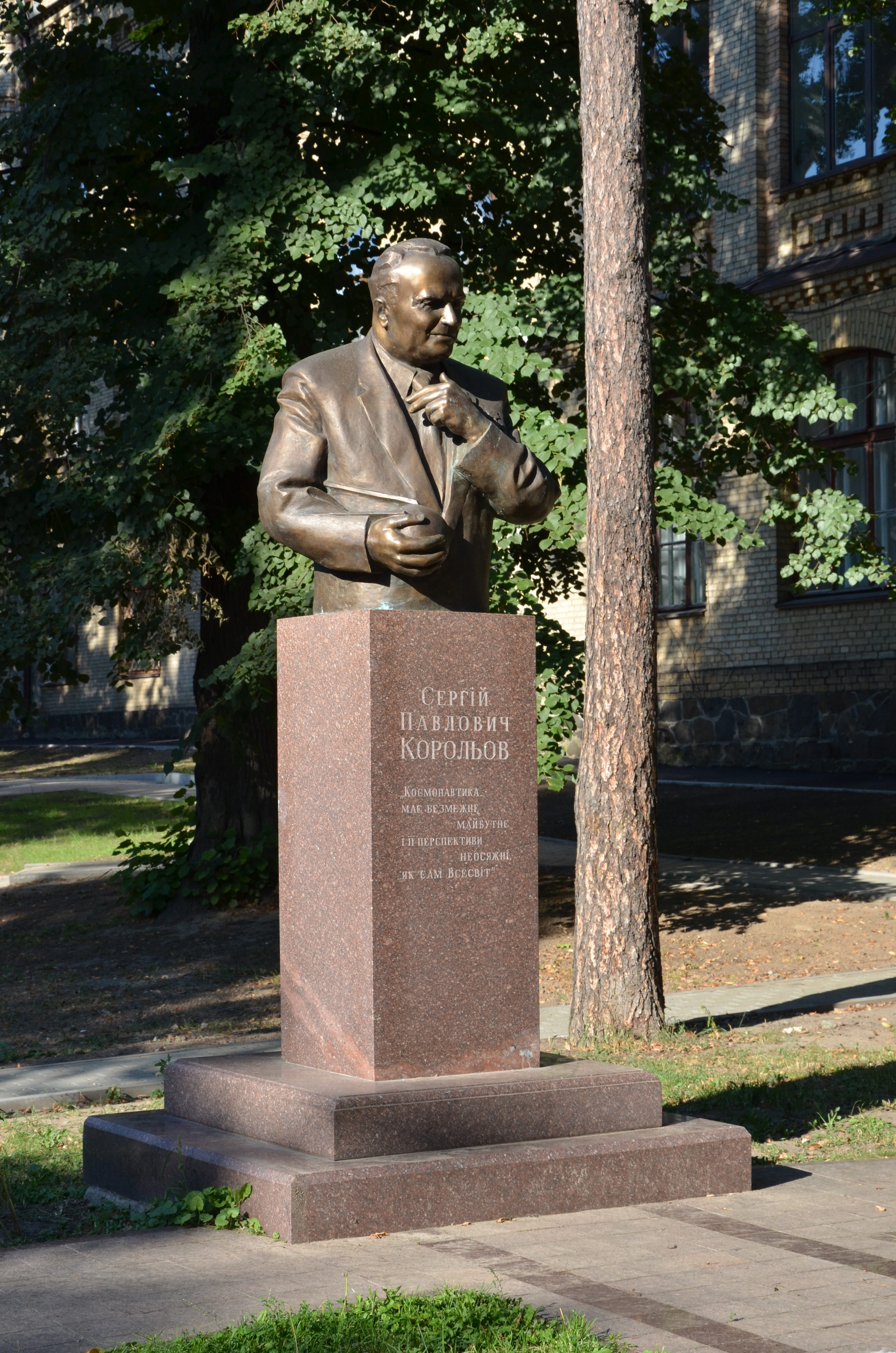
Пам'ятник Сергію Корольову в Києві

## Винаходи
К-5 еволюціонував у спільний з колегою по авіагуртку Люшином аероплан «Коктебель». Цей літальний апарат став першим збудованим винаходом Корольова. «Коктебель» мав ряд цікавих і спірних інженерних рішень: довгий фюзеляж, що посилював опір, але не створював підіймальної сили; і як наслідок — досить велика маса. Разом з цим аероплан мав чудові льотні якості — довгий фюзеляж дав можливість збільшити плече керуючої сили, тож це збільшило стійкість літака.
У кінці 1930-тих Корольов спроєктував перший радянський ракетоплан СК-9 (РП-318). Це був моноплан, у якого паливні баки були сховані у фюзеляж, двигун розмістили у хвостовій частині. Під час випробувань ракетоплан приземлився без пошкоджень.

## Цікавинки
- Донька Корольова Наталія Сергіївна згадує: |  | Саме слово Україна вимовляли в нашій родині трепетно, з великою любов'ю. Дитинство мій батько провів у Ніжині, народився він у Житомирі, мешкав у Києві, в Одесі. Перші 24 роки, майже половину свого життєвого шляху, батько провів в Україні. Він дуже її любив. Полюбляв українські пісні, українську мову. Це точно. „Дивлюсь я на небо“, „Реве та стогне Дніпр широкий“ — улюблені пісні бабусі й батька . |

- Пісня «Дивлюсь я на небо, та й думку гадаю…» стала однією зі спонук, які привели майбутнього основоположника практичної світової космонавтики до зацікавлення космосом. Коли Корольов запустив ракету з першим українським космонавтом Павлом Поповичем, той заспівав з космосу для головного конструктора його улюблену пісню «Дивлюсь я на небо…».